# Heijningen
Heijningen is een dorp  in de Nederlandse gemeente Moerdijk, provincie Noord-Brabant.

## Toponymie
De naam is afkomstig van Heininghe, heining, heinsloot, een afscheidingssloot.

## Geschiedenis
In 1581 werd door Jan van Wittem, markies van Bergen op Zoom, toestemming verleend om de gorzen ten zuidwesten van de Oude Fijnaartpolder en de Polder de Ruigenhil te bedijken. Er waren tegenslagen. Vijftien kavels waren nog niet verkocht en bleven onbedijkt. Bovendien koos Jan van Wittem de partij van Parma, waarop hij van zijn bezit vervallen werd verklaard. Het markiezaat Bergen op Zoom werd nu toegekend aan Willem van Oranje, ter compensatie van eerder geleden verliezen. De prins zette de bedijking door en sloot in 1583 een contract met Gerard van Grammaye, die reeds optie op een aantal kavels had genomen, en hij moest in 1583 de bedijking hebben voltooid op poene van absolute nulliteit van deze contracte. De belastingen die de eigenaren van de kavels moesten opbrengen waren aanzienlijk en bedoeld om de oorlogskas te spekken: Men bevond zich in de beginfase van de Tachtigjarige Oorlog. De Prins mocht ook een kavel in het nieuwe land kiezen: de Prinsenkavel. Deze werd pas in 1802 aan particulieren verkocht.
Door de bedijking ontstond ook het Waterschap Oude Heijningen dat de Polder de Oude Heijningen omvatte. Dit waterschap ging in 1958 op in het Waterschap De Striene.
Het dorp Heijningen ontstond als dijkdorp langs de Oude Heijningse Dijk. In 1840 telde het 834 inwoners. Een kerk is er nooit gebouwd, wél waren er twee scholen. Van 1611 tot 1810 fungeerde er een zelfstandige schepenbank. Vóór die tijd vervulde Willemstad deze functie. In 1810 werd Heijningen bij de gemeente Fijnaart en Heijningen gevoegd, om in 1997 op te gaan in de fusiegemeente Moerdijk.
In 1748 werd in de nabijheid van Heijningen, aan de Kraaiendijk, het Fort Oranje aangelegd.
Heijningen heeft veel te lijden gehad van de Watersnood van 1953. Er vielen 76 slachtoffers, dat betrof 10% van de bevolking. Ook veel vee verdronk en tientallen woningen en boerenschuren verdwenen geheel of werden zwaar beschadigd. Nadien heeft men een kleine dorpskern ten zuiden van de dijk gebouwd.
Vanaf de jaren 60 van de 20e eeuw kwamen er ook twee autowegen, rijksweg 29 en rijksweg 59 in de onmiddellijke nabijheid van het dorp. Daarnaast ontstond het bedrijventerrein Dintelmond, ten zuidwesten van het plaatsje.

## Bezienswaardigheden
Ondanks het natuurgeweld uit het verleden zijn in de omgeving van Heijningen nog enkele boerderijen te zien. De mogelijk oudste, aan Slobbegorsedijk 7, stamt uit 1651. De boerderij aan de Helsedijk 65 wordt eveneens rond 1650 gedateerd. Enkele 19e-eeuwse boerderijen zijn te vinden aan Kraaiendijk 12, en Stadsedijk 151.

## Natuur en landschap
Ten zuidwesten van Heijningen stroomt de Dintel, die uitmondt in het Volkerak. Heijningen ligt in een gebied van zeekleipolders. Ten oosten van het dorp liggen kreekrestanten als Breede Gat en Amer, onderdeel van het natuurgebied Ruigenhil, en ten noorden bevindt zich het weidevogelgebied Sint Antoniegorzen met het Fort Sabina Henrica.

## Verenigingen
- Heemkundige Kring Fijnaart en Heijningen
- Stichting Watersnoodwoning Heijningen - Moerdijk
- Voetbalvereniging Oranje Blauw '14

## Nabijgelegen kernen
Helwijk, Fijnaart, Dinteloord.